# Bad Wilsnack
Bad Wilsnack (pronunciación en alemán: /baːt ˈvɪlsnak/ⓘ) es un municipio situado en el distrito de Prignitz, en el estado federado de Brandeburgo (Alemania), a una altitud de 30 metros. Su población a finales de 2016 era de unos 2500 habs. y su densidad poblacional, 30 hab/km².